# Rinne
Rinne (輪廻 lit. Reencarnación?) es una película de terror japonesa estrenada en 2005 y dirigida por Takashi Shimizu.

## Argumento
Treinta y cinco años atrás, un profesor de universidad asesinó a once personas en un hotel mientras lo grababa en vídeo, incluyendo a su esposa y a sus hijos, para luego acabar suicidándose. En la actualidad, un director de cine de terror decide filmar una película sobre lo acontecido en el hotel, y para ello contrata a la reconocida actriz Nagisa Sugiura. Las pesadillas sobre lo ocurrido en el pasado serán sólo el inicio de una serie de inquietantes acontecimientos. Al parecer todo lo que ocurrió años atrás empezará a volverse a ver nuevamente, y más cuando Nagisa y la producción se muden a la locación real de los hechos donde pasó todo. Pronto se darán cuenta que la maldad que está ahí los irá destruyendo uno por uno.

## Reparto
- Yūka como Nagisa Sugiura.
- Karina como Yayoi Kinoshita.
- Kippei Shiina como Ikuo Matsumura.
- Tetta Sugimoto como Tadashi Murakawa.
- Marika Matsumoto como Yuka Morita.
- Shun Oguri como Kazuya Onishi.
- Mantaro Koichi como Productor Yamanaka.
- Atsushi Haruta como Norihasa Omori.
- Miki Sanjo como Ayumi Omori.
  - Versión joven interpretada por Tomoko Mochizuki.
- Mao Sasaki como Chisato Omori.
- Hiroto Ito como Yuya Omori.
- Takako Fuji como Takako Sudo.
- Shinji Nomura como Naoto Takada.
- Yuki Shiomi como Yuta Inomata.
- Izumi Kyoko como Kaoru Shintani.
- Yasutoki Furuya como Atsushi Ozawa.
- Harada como M. Okuno
- Yoshiko Nishi como Nao Okuno.
- Hiroshi Ishimaru como Taichi Hayami.
- Kayoko Toda como Yoko Takeuchi.

## Estrenos
| País           | Estreno                                                         |
| -------------- | --------------------------------------------------------------- |
| Japón          | 27 de octubre de 2005 (Tokyo International Film Festival)       |
| Japón          | 7 de enero de 2006                                              |
| Hong Kong      | 2 de marzo de 2006                                              |
| Estados Unidos | 3 de abril de 2006 (Philadelphia International Film Festival)   |
| Malasia        | 13 de abril de 2006                                             |
| Singapur       | 13 de abril de 2006                                             |
| Corea del sur  | 8 de junio de 2006                                              |
| México         | 13 de junio de 2006 (Estreno en DVD)                            |
| Brasil         | 18 de agosto de 2006                                            |
| Tailandia      | 14 de septiembre de 2006                                        |
| Finlandia      | 15 de septiembre de 2006 (Helsinki International Film Festival) |
| Estados Unidos | 17 de noviembre de 2006 (After Dark Horrorfest)                 |
| Francia        | 3 de febrero de 2007 (Gérardmer Film Festival)                  |
| Estados Unidos | 27 de marzo de 2007 (Estreno en DVD)                            |
| Rusia          | 17 de abril de 2007                                             |
| España         | 20 de junio de 2007                                             |
| Argentina      | 19 de julio de 2007                                             |
| Hungría        | 7 de agosto de 2007 (Estreno en DVD)                            |
| Francia        | 5 de septiembre de 2007                                         |
| Chile          | 5 de marzo de 2009                                              |